# Maxillaria cryptobulbon
Maxillaria cryptobulbon är en orkidéart som beskrevs av Germán Carnevali och John T. Atwood. Maxillaria cryptobulbon ingår i släktet Maxillaria och familjen orkidéer. Inga underarter finns listade i Catalogue of Life.